# Johann Samuel Eduard d’Alton

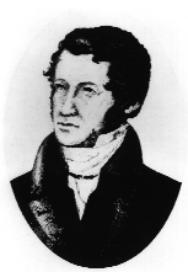
Johann Samuel Eduard d’Alton

Johann Samuel Eduard d’Alton (* 17. Juli 1803 in Sankt Goar; † 25. Juli 1854 in Halle (Saale)) war ein deutscher Anatom.

## Leben
Johann Samuel Eduard d’Alton war der Sohn des Mediziners Joseph Eduard d’Alton. Er studierte an der Universität Bonn Medizin und ging 1827 nach Paris. Im selben Jahr wurde er Professor der Anatomie an der Berliner Akademie der Künste. 1833 wurde er außerordentlicher Professor an der Universität, 1834 Professor der Anatomie in Halle (Saale). Am 3. August 1838 wurde er unter der Präsidentschaft von Christian Gottfried Daniel Nees von Esenbeck mit dem akademischen Beinamen d’Alton unter der Matrikel-Nr. 1453 als Mitglied in die Kaiserliche Leopoldino-Carolinische Akademie der Naturforscher aufgenommen.
Er war mit Agnes Rauch (1804–1881), der unehelichen ältesten Tochter des Bildhauers Christian Daniel Rauch verheiratet, die zuvor für wenige Wochen mit dem Maler Paul Mila verheiratet  und im Dezember 1827 wieder geschieden worden war.

## Schriften
- Handbuch der vergleichenden Anatomie des Menschen (Leipz. 1850, Bd. 1)
- De monstris, quibus extremitates superfluae suspensae sunt (Halle 1853)
- De monstrorum duplicium origine (das. 1849)
- mit Hermann Burmeister: Der fossile Gavial von Boll in Würtemberg. Mit Bezugnahme auf die lebenden Krokodilinen nach seiner gesammten Organisation zoologisch geschildert. Graeger, Halle 1854 (Digitalisat)

Weiterhin begann er die Fortsetzung von seines Vaters „Vergleichender Osteologie“ und lieferte mit Friedrich Schlemm eine Arbeit über das Nervensystem der Fische.